# Cloche de l'église de Paillé
La cloche de l'église Saint-Georges à Paillé, une commune du département de la Charente-Maritime dans la région Nouvelle-Aquitaine en France, est une cloche de bronze datant de 1671. Elle a été inscrite monument historique au titre d'objet le 1er mars 2002. 
L'une des deux arcades du pignon porte l'unique cloche de l'église. 
Inscription : « RENE VITETCURE IHS MA SANCTE IOVANES ORA PRO NOBIS FLAN 1671 MDAMOYSELLE MARIE MACE PERRIN LOVIS DE LAUSTANGE BARON DE PAILLE » (René Vitet curé, Jésus, Marie, saint Jean priez pour nous. Fondue en l'an 1671. Marraine Damoiselle Marie Marcé, parrain Louis de Laustange, Baron de Paillé).